# Микая, Мушни Иродович
Мушни Иродович Микая (Мушни Микаиа, 1932—2018) — абхазский писатель, поэт, редактор. Кавалер высшей награды Республики Абхазия, ордена «Честь и слава» второй степени.

## Биография
Родился 22 февраля 1932 года в селе Кутол Очамчирского района. Окончил в 1962 году филологический факультет Сухумского педагогического института. Много лет работал редактором издательства «Алашара», заведовал отделом поэзии литературного журнала «Алашара». С 2003 года являлся членом правления Ассоциации писателей Абхазии.
Пик поэтического творчества пришёлся на 1960—1980 годы, когда были опубликованы поэтические сборники «Весеннее утро», «Белая ветка», «След звезды», «Голос рассвета» и многие другие.
Помимо поэзии, является автором ряда прозаических произведений, в том числе исторического романа «Ахка» (в русском переводе «Непримиримая вражда»).
Умер 24 мая 2018 года.

## Награды
- Орден «Честь и слава» 2 степени